# 哈罗德·哈德曼
哈罗德·哈德曼（英語：Harold Hardman，1882年4月4日—1965年6月9日），英格兰男子足球运动员，司职前锋。他曾代表英国国家队参加1908年夏季奥林匹克运动会足球比赛，获得一枚金牌。